# La Stratégie
La Stratégie : Journal d'Échecs est une revue en langue française, consacrée au jeu d'échecs, qui est parue entre 1867 et 1940,. Créée à Paris par Jean-Louis Preti, La Stratégie a connu seulement trois rédacteurs en chef au cours de sa longue vie : Jean-Louis Preti de 1867 à 1875, son fils Numa Preti (27 février 1841, Bordeaux – 28 janvier 1908, Argenteuil) de 1875 à 1907, et Henri Delaire (16 août 1860, Paris – 27 octobre 1941) de 1907 à 1940,.